# کوسوگی ساکون
کوسوگی ساکون (به ژاپنی: 小杉 左近 こすぎ さこん)، (تولد نامشخص– مرگ نامشخص)، یک سامورایی ملازم خاندان تاکدا در ولایت کای، در ژاپن بود.